# 秋利亞奇區

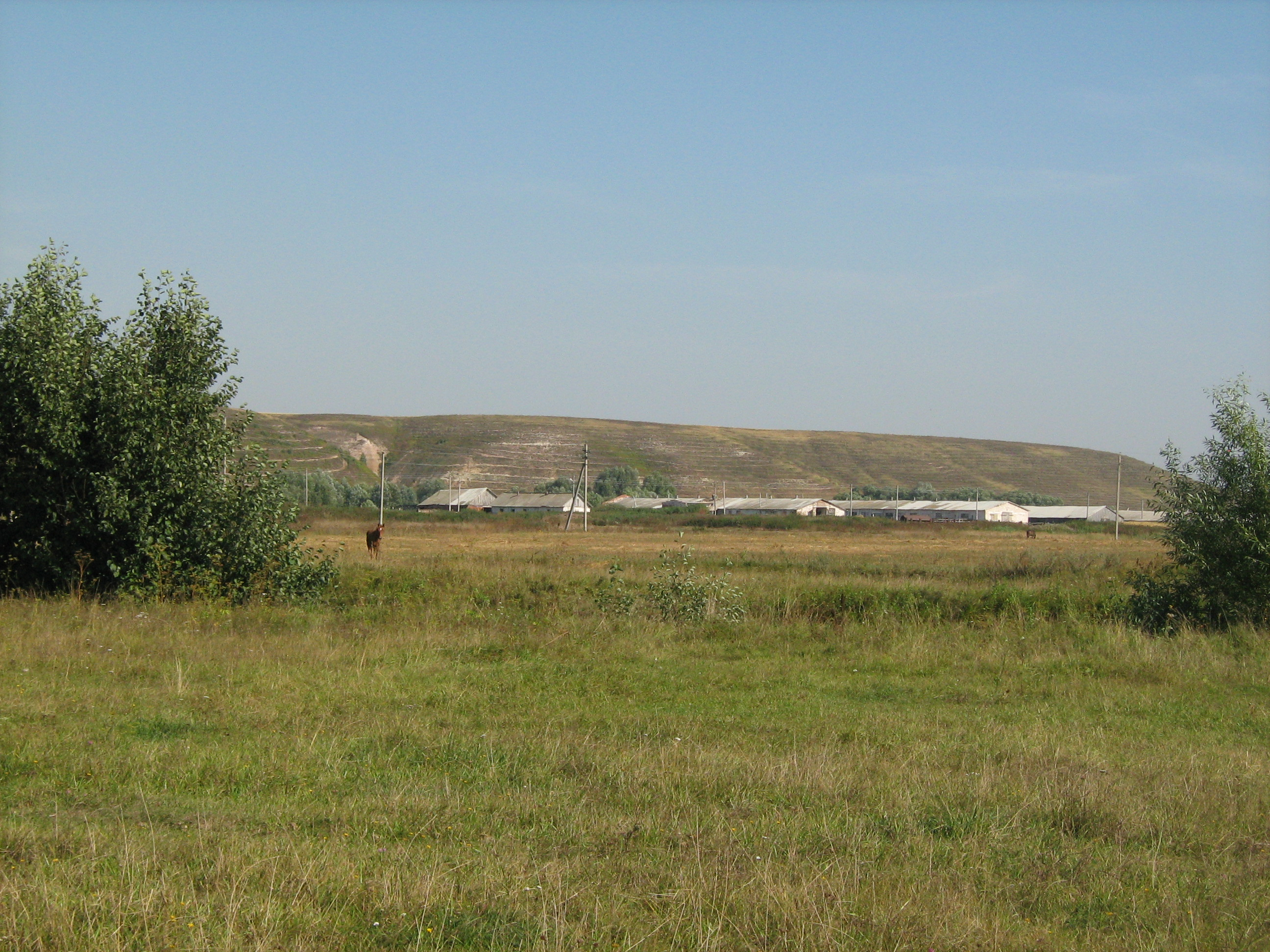

55°51′N 50°15′E / 55.850°N 50.250°E
秋利亞奇區（俄语：Тюлячинский район），是俄羅斯的一個區，位於該國西部，由韃靼斯坦共和國負責管轄，面積844.1平方公里，2010年人口14,273，人口密度每平方公里16.91人。